# Triage de Saint-Jory
Ne doit pas être confondu avec Gare de Saint-Jory.
Le triage de Saint-Jory est une gare de triage française, fermée, qui se situe à une quinzaine de kilomètres au nord de Toulouse, sur l'axe transversal sud (ligne de Bordeaux-Saint-Jean à Sète-Ville). Contrairement à ce que laisse penser son nom, le triage de Saint-Jory est situé sur les communes de Lespinasse et de Fenouillet.
La Société nationale des chemins de fer français (SNCF) a mis fin, en 2005, à l'activité triage du site de Saint-Jory.

## Histoire
L'activité triage du site de Saint-Jory a fermé en 2005 dans le cadre d'une restructuration de l'activité Fret de la Société nationale des chemins de fer français (SNCF) ; elle est transférée sur les sites de Hourcade, près de Bordeaux, et de Miramas, près de Marseille.
La gare de triage de Saint-Jory rassemble aujourd'hui plusieurs activités : chantier de transport combiné Novatrans et Naviland cargo (à Fenouillet), stationnement des rames de marchandises et des locomotives destinées au fret à Fenouillet. Les nombreuses voies de ce site permettent par ailleurs de pallier la saturation de la gare Matabiau, d'autant que cet ex-triage bénéficie d'un accès aisé par une troisième voie longeant la ligne Toulouse – Montauban.